# Posicions del rugbi a 15

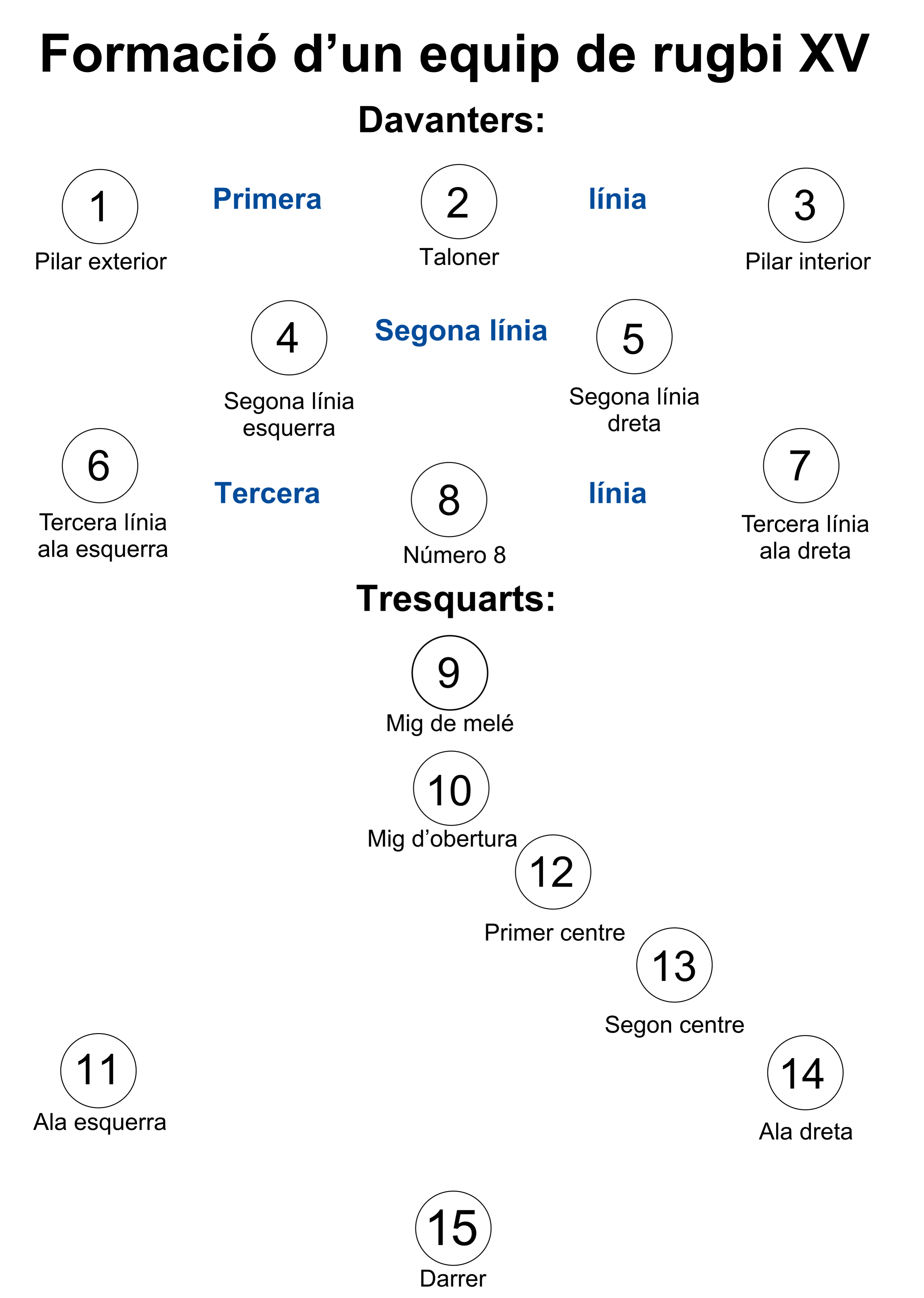
Una formació normal d'equip de rugbi il·lustrant cadascuna de les posicions i els seus respectius dorsals.

En el rugbi unió o rugbi 15, hi ha 15 jugadors a cada equip, que es componen de vuit davanters (que porten samarretes numerades de l'1 al 8) i set tresquarts (numerats del 9 al 15). A més, hi pot haver fins a vuit jugadors de reserva "a la banqueta", numerats del 16 al 23. Els jugadors no estan limitats a una sola posició, encara que generalment s'especialitzen en una o dues que s'adapten a les seves habilitats i tipus de cos. Els jugadors que juguen en diverses posicions es denominen “utilitaris”.

## Davanters

### Primera línia

#### Pilars (1 i 3)
Al rugbi a 15, el pilar (esquerra i dreta) (en anglès: prop) és un dels quinze llocs habituals. Hi ha dos pilars en un equip, i són els jugadors de la primera línia que envolten el taloner en barreja tancada, i s'encarreguen d'empènyer els pilars contraris en el moment d'aquesta fase amb joc. En l'argot de l’ovalie, es parla de vegades simplement de l'"esquerrà" i del "dretà".
Corren certament menys de pressa que els altres jugadors de l'equip però el seu paper no és per això menys important: les barreges són més tècniques del que sembla, no és només un vulgar conflicte per saber quin paquet empeny més fort. Sent donat els riscs a què un s'exposa en el moment d'aquestes fases de joc en aquest lloc, sols els especialistes són autoritzats a jugar aposta i es té, rarament, recurs a barreges simulades per preservar la salut dels jugadors i evitar ferides. La duresa física d'aquest lloc així com l'especificitat del lloc implica la presència necessària d'un pilar entre els set substituts d'un full de partit, un segon especialista és de vegades també seleccionat si l'entrenador tem un partit particularment intens sobre les fases de conquesta.
Els jugadors que juguen a aquest lloc són generalment els més forts de l'equip i són més petits que les segones o terceres línies. En el rugby modern la seva plantilla és al voltant d'1m80 per a 110 quilos, el seu centre de gravetat ha de ser el més baix possible per poder més ben jugar en barreja, tanmateix existeix jugadors més grans o més pesats que són eficients en aquest lloc. Totes les proporcions guardades, els pilars esquerres són menys imponents i més mòbils que els pilars drets. En efecte, la seva posició a la barreja és diferent. El pilar dret compromet les seves dues espatlles a la barreja i has de contenir el taloner i el pilar esquerre adversos. L'esquerrà no compromet en canvi més que una sola espatlla (la dreta) i no posseeixis doncs més que un confident.
Han de ser bastant atlètics per al conflicte de la barreja tancada però el rugby professional ha ampliat singularment el seu camp d'acció, ja que d'ara endavant aixequen els seus companys d'equip en tecla i participen en accions de joc pilota a mans fins i tot si la majoria de les seves tasques són ingrates i poc visibles: neteja al voltant de les reagrupacions per exemple per impedir a l'adversari intervenir.
Alguns dels jugadors més destacats en la posició de pilar: Perry Freshwater (USAP) Christian Califano (FRA), Amédée Domenech (FRA), Robert Paparemborde (FRA), Jason Leonard (ANG), Wilson Whineray (N-Z), Ós del Randt (AFS), Carl Hayman (N-Z) i pascal Ondarts (FRA), Andrew Sheridan (ANG), Phil Vickery (ANG), Nicolas Mas (USAP).

#### Taloner (2)

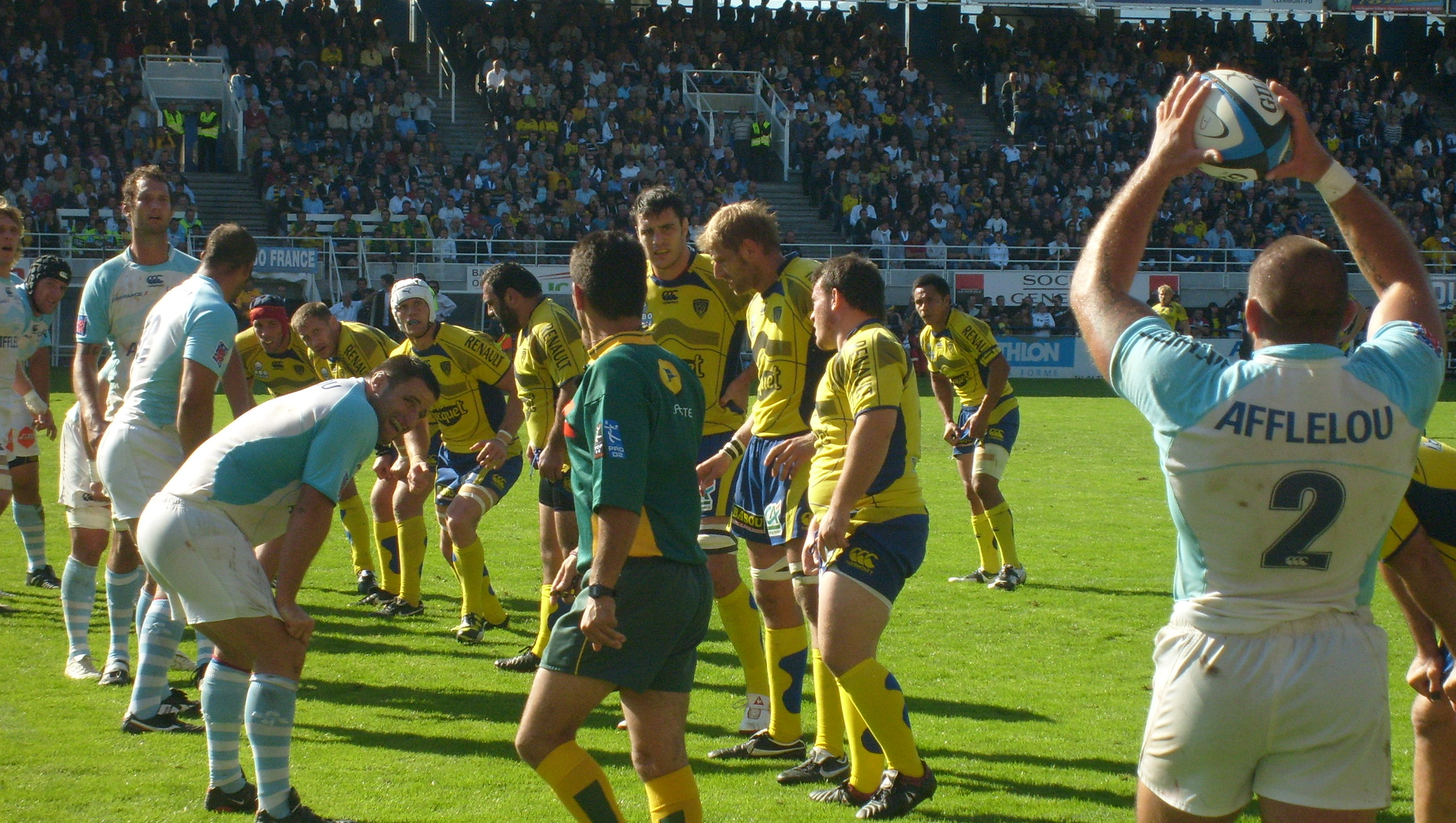
Un taloner a punt d'efectuar un servei de toc

En el rugbi a 15, el taloner (en anglès: hooker) és una de les posicions específiques a l'interior de la melé. És un jugador de primera línia col·locat entre els dos pilars en barreja tancada, i encarregat de talonejar la pilota en el moment d'aquesta fase de joc després de la introducció de la pilota pel mig de barreja. El taloner és igualment el que retorna la pilota en joc en el moment de les tecles fins i tot si s'han vist a vegades altres jugadors encarregar-se d'aquesta tasca quan el taloner no disposava d'un bon llançament.
Corren certament menys ràpid que els altres jugadors de l'equip però el seu paper no és per això menys important : les barreges són ben tècniques, no és només un vulgar conflicte per saber quin paquet empeny el més fort.
Els jugadors que juguen a aquest lloc són generalment més forts que la defensa, menys que els pilars. són més petits que les segones línies.
Han de ser presones bastant atlètiques per al conflicte de la barreja tancada.
Cada vegada més, intervenen per percudir la defensa arran de la reagrupació i fer retrocedir els adversaris, mobilitzar la tercera línia al voltant de la reagrupació, per tal de posar menys jugadors contraris disponibles en alta mar...
Alguns dels jugadors més destacats en la posició de taloner: Sean Fitzpatrick (NZ), Keith Wood (IRL), John Smit (AFS), Raphaël Ibanez (FRA).

### Segona línia (4 i 5)
En el rugbi a XV, el segona línia (4 i 5) (en anglès: lock) és un dels quinze llocs habituals. Es troben dos segones línies en un equip. Són tradicionalment els més grans de l'equip (als voltants de 2 metres en els equips professionals) i la seva talla és crucial sobre les tecles bé que el timing amb el llançador és també extremadament important. D'ara endavant, també es pot utilitzar la seva gran talla per aixecar els seus companys d'equip en tecla o rebre els cops de trameses.
Els 5 de devent (jugadors de primera i de segona línia) representen la potència de combat de l'equip, per la seva capacitat a la recuperació de les pilotes i pel seu valor defensiu. Sobre les fases de joc obertes, són molt sovint emprades per crear brêches o requisar la intervenció de diversos defensors. També són portats a assegurar la continuïtat de les accions "netejant" les fases de joc, és a dir impedint als adversaris intervenir per recuperar la pilota després d'un placatge per exemple. El seu paper a les barreges tancades és també extremadament important per posar la pressió sobre l'equip advers. És doncs un lloc relativament fosc on els jugadors són abans de tot concernits per tasques ingrates però absolutament indispensables a l'equip. No obstant això alguns surten del lot per la seva capacitat per anticipar les accions i, per tant, a ser sovint ben col·locats per intervenir sobre fases ofensives.

### Tercera línia
La tercera línia està formada per tres jugadors: dos flankers, un a cada costat de la melé; i un número vuit a la part posterior de la melé

#### Tercera línia ala oflanker(6 i 7)
En el rugbi a 15, el flanker o tercera línia ala (6 i 7) (en anglès: 6. Blindside flanker i 7. Openside flanker) és un dels quinze llocs habituals.
Generalment el número 6 juga més aviat al costat tancat i és més poderós que el seu homòleg al costat obert que té un perfil més de corredor per sostenir immediatament els tres quarts en les fases ofensives com defensives. Tanmateix, això no és una regla absoluta i molts jugadors són a la vegada poderososs i mòbils.

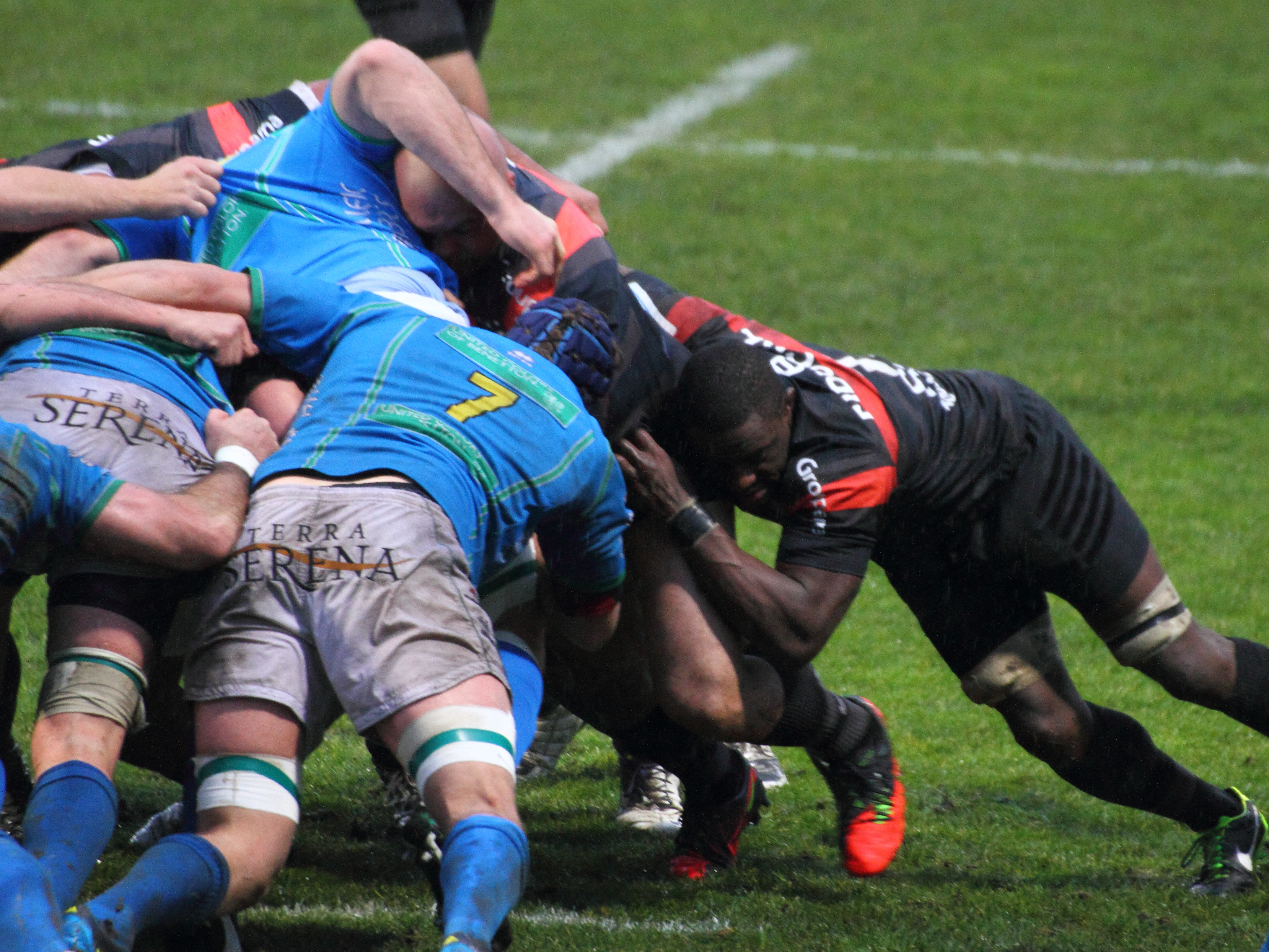
Dos flankers del Stade toulousain i el Benetton Rugby Treviso conduint una melé

En fase defensiva, l'objectiu d'aquests jugadors és d'enganxar-se més a la pilota per intervenir al més aviat possible sobre el portador de la pilota. Excel·lents plaqueurs, les seves intervencions són temudes. Així certs jugadors poden ser portats a intentar plaquejar o oposar-se immediatament al mig d'obertura per matar l'atac des del seu llançament. Les seves qualitats de placatge aliades amb les seves mobilitats i les seves potències són extremadament útils sobre les fases de joc obertes. D'altra banda, alguns jugadors s'han fet especialistes per recuperar ràpidament la pilota poc després del placatge com Josh Kronfeld o Serge Betsen. Ofensivament, poden aportar ràpidament el seu suport als tres quarts i provocar eventualment dels un-contra-un de cara a jugadors més febles físicament per tal de passar la ratlla d'avantatge. De manera general, són jugadors polivalents portats a intervenir sobre quasi totes les fases de joc i, per tant, particularment suportant.
Alguns dels jugadors més destacats en la posició de tercera línia ala: François Pienaar (AFS), John Jeffrey (ÉCO), Jerry Collins (NZ), Jason White (ESC), Kelly Brown (ESC) i Jean Prat (FRA).

#### Número 8 (8)

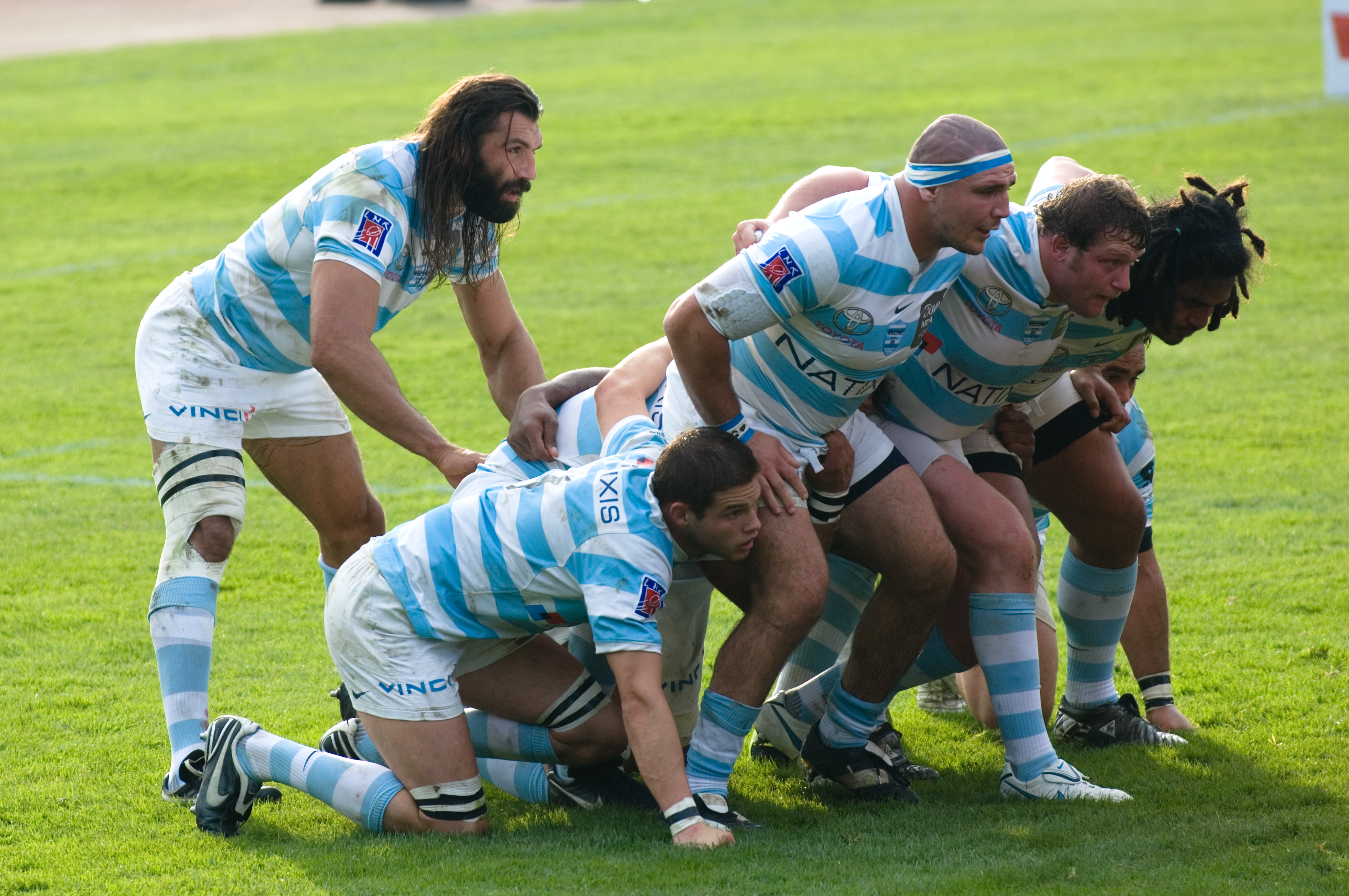
Sébastien Chabal fent de número 8, situant-se darrere la melé

En el rugbi a 15, el tercera línia centre o número 8 (8) (en anglès: Number eight) és un dels quinze llocs habituals. És un jugador formant part dels davants dels quals és un dels elements més importants en l'aspecte tàctic.
El lloc de número 8 és més sovint tingut per un jugador d'experiència i de gran talla, posseint bastant retrocés i autoritat per orientar el treball dels seus jugadors en el transcurs de les barreges. Existeix alguna manera de jugar a aquest lloc seguint la resta dels davants i el joc que es vol produir. En efecte, un 5 d'al davant (els jugadors de la primera i de la segona línia) que pena a la taca (recuperació de pilotes, conquesta) apreciaria un jugador de més en "primera cortina defensiva". Si no, el 8 es pot permetre anticipar els desplaçaments adversos per intervenir més lluny de les fases de combat pur. Excel·lents plaqueurs, les seves intervencions són temudes. Així certs jugadors poden ser portats a intentar plaquejar o oposar-se immediatament al mig d'obertura per matar l'atac des del seu llançament. Pot així formar el que es deia la "tercera cortina defensiva" o bé participar en l'ofensiva enmig dels tres quarts on la seva potència pot permetre crear bretxes en la defensa adversa. D'altra banda en el rugby professional, els número 8 poderosos arribant a ells sols a passar la línia d'avantatge resistint a placatges són particularment apreciats igualment. Si el jugador no té la potència física per realitzar celà, una presència eficaç en tecla es pot no obstant això mostrar molt interessant per conquerir pilotes.
Alguns dels jugadors més destacats en la posició de número 8: Zinzan Brooke(NZ), Henry Tuilagi (TON), Simon Taylor(ÉCO) i Wayne Shelford(NZ)

## Tresquarts

### Mig de melé (9)

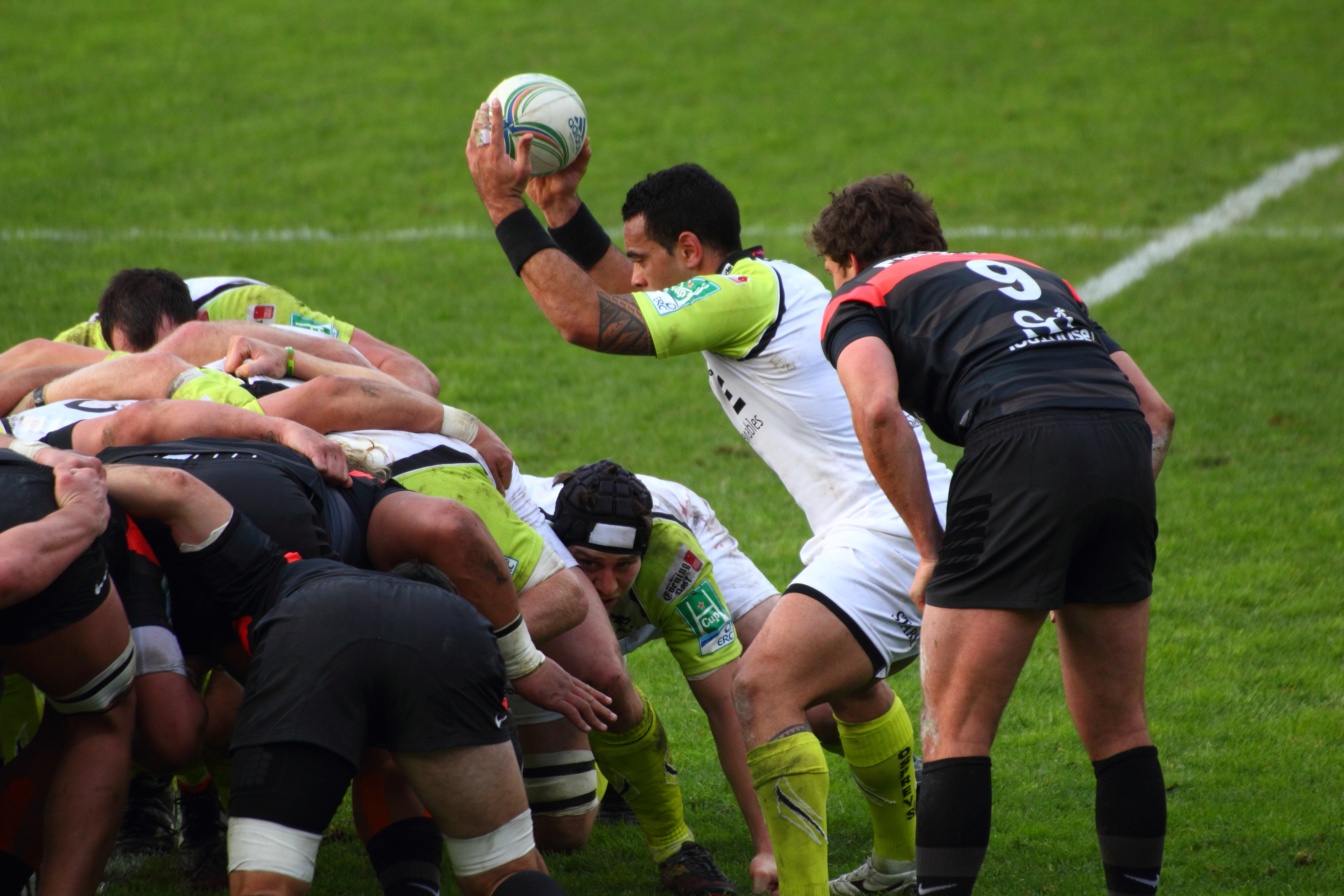
El mig de melé introduint la pilota dins la melé

En el rugbi a 15, el mig de melé (número 9) (en anglès: scrum-half) és un dels quinze llocs habituals d'un equip. Amb el mig d'Obertura, és un dels dos jugadors que componen la «frontissa», que connecta els davants als tres quarts.
Generalment és el més petit jugador de l'equip, les seves qualitats principals són la intel·ligència tàctica, la visió de joc, l'agilitat i la vivacitat. Paradoxalment en vista de la seva plantilla, mana sobre nombroses fases de joc l'estratègia dels davants que són molt més imponents que ell, ja que és de cara al joc i té una visió millor global que ells. Si són els davants (o «gruixut» en l'argot rugbístic) que permeten tenir pilotes en el moment de les fases de conquesta (tecla, confusa, recuperació en els mauls), són el 10 i el 9 que determinen l'orientació del joc i que en són els dipositaris.
Durant les fases de melé tancada, introdueix la pilota a la melé i si el tercera línia centre no la recupera, és ell qui farà sortir la pilota de la melé. De manera general, ha d'alimentar el seu equip de pilotes i fer la relació entre els diferents temps de joc. Així després cada fase de joc parada o de reagrupació consecutiva d'un placatge o d'un maul, durant quina ha dirigit els davants, pot decidir reinterpretar seguint la situació en l'eix amb altres davants llançats o bé de dinamitzar el joc i de transmetre la pilota als tres quarts del seu equip. Allò significa sovint passar la pilota al mig d'obertura encara que també pugui jugar sobre un petit costat directament amb un extrem. El mig de barreja també pot jugar al peu directament, descobrint així la defensa, o intentar bé perforar si veu un espai. És generalment ell que juga ràpidament les penalitats per intentar posar l'equip advers en defecte o bé salvant la línia d'avantatge, o bé obligant un defensor a intervenir mentre que no era reposat i sent doncs de nou sancionat. S'ocupa igualment de llançar el joc en el moment de la presa en tecla de la pilota per un dels seus davants.
Alguns dels jugadors més destacats en la posició de mig de melé: Danie Craven(AFS) i Chris Cusiter (ECO).

### Mig d'obertura (10)

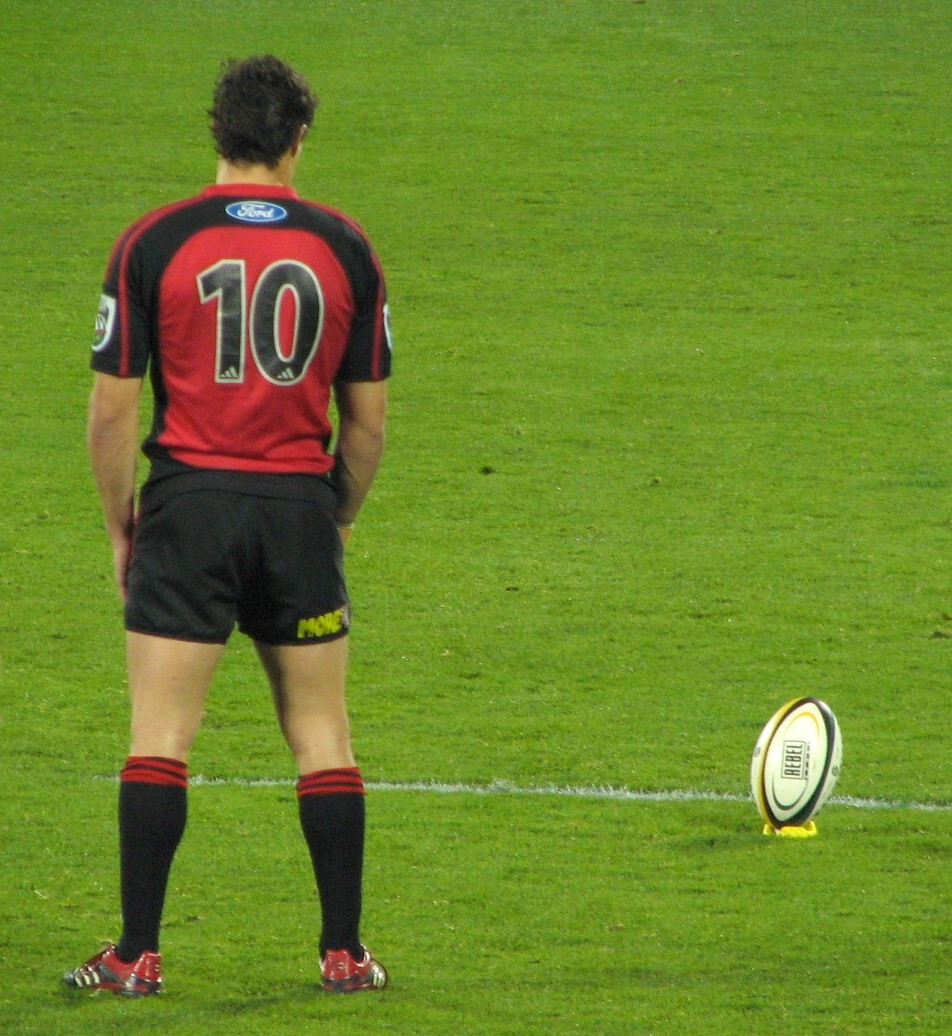
El mig d'obertura Dan Carter a punt de realitzar un xut

En el rugbi a 15, el mig d'obertura o obridor (número 10) (en anglès: Fly-half) és el jugador encarregat de l'orientació del joc del seu equip després d'una fase tancada obrint sobre els tres quarts (d'on prové el seu nom) encara que el seu paper no es limiti a aquest aspecte. Tradicionalment porta el número 10. Amb el mig de melé, forma una associació anomenada charnière (frontissa) cabdal en l'organització d'un equip. Les seves decisions influencien de manera determinant la manera de jugar de l'equip. El mig d'obertura té una àmplia gamma de possibilitats tàctiques en funció de les diferents situacions.
El joc al peu és crucial en aquest lloc. En una fase defensiva, el joc al peu del mig d'obertura sovint té per objectiu alleujar el seu equip trobant un toc el més lluny possible de la zona d'anotació. En atac, el seu joc al peu pot permetre ocupar el terreny guardant la pilota a l'àrea de joc per pressionar llavors l'equip contrari. També pot picar un globus, sovint cap al darrere del contrari per tal d'obligar-lo a un duel aeri perillós i així crear confusió en una defensa organitzada. D'altres possibilitats són les petites puntades de peu a seguir, per a ell mateix o un per a company d'equip, a terra o bé per sobre el mig d'obertura i els centres contraris.
A més a més del joc al peu, el mig d'obertura també té el recurs del joc a mà. Però aquesta alternativa és rarament utilitzada quan l'equip és sota pressió dintre dels seus 22 metres, excepte en casos excepcional com per exemple una situació de final de partit amb superioritat numèrica. El joc a mà és utilitzat amb el propòsit de marcar un assaig utilitzant la velocitat i l'agilitat dels tres quarts, al principi o en el moment de fases de joc més perllongades per començar a desestabilitzar la defensa abans d'iniciar un nou moviment ofensiu.
Alguns dels jugadors més destacats en la posició de mig d'obertura són: Fred Allen, Phil Bennett, Naas Botha, Mark Ella, Barry John, Jack Kyle, Michael Lynagh, Ian McGeechan, Cliff Morgan, Bennie Osler, Hugo Porta, Jonny Wilkinson i Ronan O'Gara.

### Centre (12 i 13)

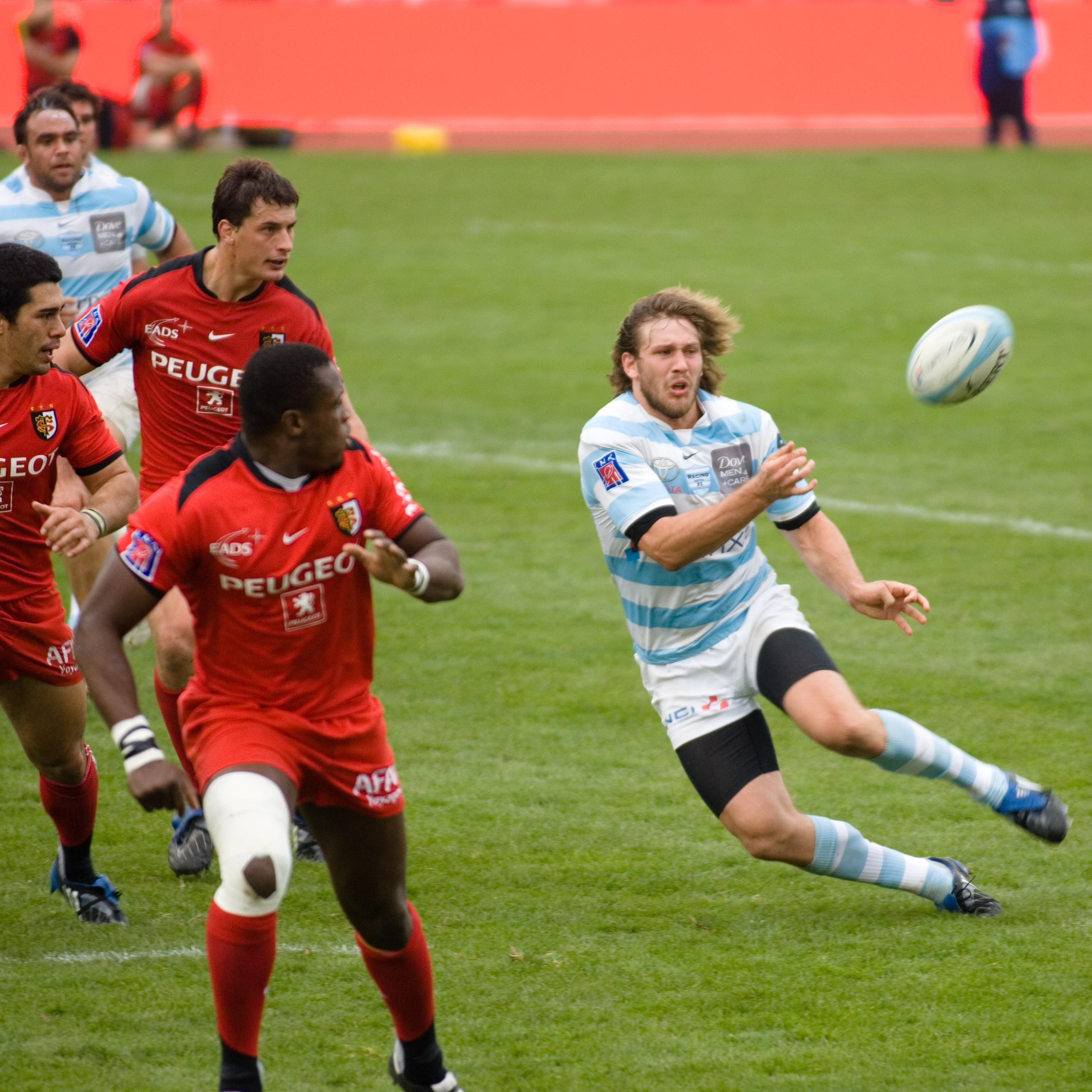
El centre François Steyn fent una passada en un partit amb el Racing 92.

En el rugbi a 15, els centres (12 o 13) (diferenciats en primer i segon centres en funció de la seva proximitat amb l'obertura). Aquesta distinció és bastant arbitrària en la mesura que el rugbi modern requereix una certa polivalència. És un jugador que forma part dels tres quarts. El rugbi modern ha tendit a privilegiar jugadors forts en el centre de la línia d'atac.
La seva tècnica els ha de permetre perforar la línia adversa amb finesa, gràcies a suports o impedint al seu defensor intervenir correctament. Poden, igualment, recórrer a la força per perforar la línia de defensa en resposta a un placatge perdut, comportant una situació favorable, o una reagrupació amb la mobilització de nombrosos defensors adversos sobre el retrocés. També han de ser capaços de transmetre la pilota després d'haver estat placats. A l'hora de defensar, han de ser bons placadors, ja que formen amb el mig d'obertura una línia de defensa sovint dita "segona cortina" (la primera agrupa els davants i la tercera que és constituïda pels extrems i el darrere o 15). Per raons tàctiques, també poden escollir optar per una defensa esmunyida apuntant a reduir l'espai lateral als agressors i prestar mà forta al seu extrem.
Idealment el centre té un bon joc de peus per trobar una bona tecla en fase d'atac si aquest és infructuós, per generar una situació favorable per al seu extrem, o per anar-se de la zona de joc en la seva meitat de terreny i transferir el joc al camp advers. El centre és llavors un segon mig d'obertura, els dos llocs sovint són intercanviables en el rugby modern.
Alguns exemples notables de jugadors evolucionant en el centre: Jo Maso (FRA), Brian O'Driscoll (IRL), Danie Gerber (AFS), Frank Bunce (NZ), Jeremy Guscott (ANG), Matt Giteau (AUS), Tana Umaga (NZ), Mike Gibson (IRL), Scott Gibbs (GAL), Tim Horan (AUS), Philippe Sella (FRA), Yannick Jauzion (FRA), i Didier Codorniou (FRA),

### Tresquarts ala (11 i 14)
En el rugbi a 15, els tresquarts ala o comunament dit ala (en anglès: wing) se situen generalment a l'exterior de la línia de fons, amb el número 11 a l'esquerra i el número 14 a la dreta. La seva funció principal és finalitzar les jugades i marcar els assaigs. Els extrems solen ser els jugadors més ràpids de l'equip i són corredors escorredissos o, més recentment, grans, forts i capaços de superar els placatges. Les habilitats necessàries per al extrem esquerre i l'extrem dret són similars, encara que els jugadors esquerrans solen jugar a l'extrem esquerre, ja que poden trepitjar i xutar millor amb el peu esquerre. L'extrem del costat cec sovint "surt de l'ala" per proporcionar un home extra al centre del camp, en la mateixa línia que el número 15. Un dels extrems, o tots dos, solen retrocedir en els llançaments del rival per donar al darrer més opcions de contraatac.
Els jugadors que juguen a aquest lloc són generalment els més lleugers de la defensa, menys que els migs de melé. Tenen tendència, des del començament dels anys 90, a ser a la vegada ràpids i forts, com ho són sovint els jugadors originaris de les illes Tonga o Samoa, que exploten la seva inèrcia per no ser aturats una vegada llançats. Jonah Lomu és l'exemple més destacat d'aquest nou tipus d'ala. Simbolitza les transformacions que han comportat el pas al rugbi professional. Encara queden extrems de mida més modesta que juguen amb la seva tonicitat i els seus suports en els petits espais: Austin Healey, Christophe Dominici, Breyton Paulse, Shane Williams, Pierre-Yves Lerayer i James Simpson-Daniel.
Alguns dels jugadors més destacats a la posició d'ala o extrem són: Jonah Lomu (NZ), Joe Rokocoko (NZ), Doug Howlett (NZ), John Kirwan (NZ), David Campese (AUS), Gerald Davies (GAL), Rory Underwood (ANG), Bryan Habana (AFS), Rupeni Caucaunibuca (FID), Philippe Saint-André (FRA), André Boniface (FRA), Patrice Lagisquet (FRA) i Vincent Clerc (FRA).

### Darrer (15)
En el rugbi a 15, el darrer (en anglès: fullback) és una de les quinze posicions habituals que sol portar el número 15. És l'última muralla abans de la línia de zona d'assaig, però no s'ha de limitar a només les tasques defensives i s'ha de poder desdoblar en atac. Es queda sovint en retirada per rebre els xuts de l'equip advers en cas de pèrdua i en aquests casos no pot aportar la seva habilitat en la part ofensiva del seu equip. Quan es capaç d'incorporar-se és produeix l'excedent: s'intercala dins de la línia dels tres quarts i produeix una superioritat númerica. Tàcticament el seu lloc és important, ja que la seva posició és de cara al joc i aprecia tots els companys i és doncs el més ben situat per donar indicacions als altres tres quarts.
Els jugadors que juguen a aquest lloc són generalment més grans que els extrems però menys que els davants, sobretot per intervenir en la rebuda de les espelmes (xuts molt bombejats per superar la línia de defensa). La seva velocitat de carrera els ha de permetre igualment ser l'última muralla sobre un atac dels tres quarts adversos que hauria passat la primera cortina. La intel·ligència de joc i la sang freda són particularment importants en aquest lloc, ja que ell és l'últim recurs defensiu de l'equip, i si no pren les decisions correctes pot deixar un buit en la rereguarda de la defensa en el supòst d'una espelma del contrincant. També han de tenir sang freda a l'hora de sortir jugant després de rebre l'espelma, ja que decideix llançar a mà per a un contraatac o utilitzar el joc al peu. Tenir una bona puntada de peu és, per tant, necessari en aquest lloc tant en fase ofensiva com defensiva. En certs equips, el darrere pot d'altra banda tirar els penalts i les transformacions, tasca generalment confiada al mig d'obertura.
Alguns dels jugadors més destacats en la posició de darrere: Christian Cullen (NZ), Do Clarke (NZ), George Nepia (NZ), Jeff Wilson (NZ), JPR Williams (GAL), Gavin Hastings (ESC), Andy Irvine (ESC), Sergé Blanco (FRA), Pierre Villepreux (FRA), Percy Montgomery (Perpinyà)(AFS), Matt Burke (AUS), Toby Flood (ANG), Juan Martín Hernández (ARG).
Quan és utilitzat pel plural, la paraula «defensa» designa igualment el conjunt dels jugadors de les línies defensa: els tres quarts (extrems i centres) i el darrer pròpiament dit.

## Enllaços exters
- Terminologia del rugbi de Termcat.